# Metabalta geniculata
Metabalta geniculata is een hooiwagen uit de familie Gonyleptidae.